# Célestine Ouezzin Coulibaly
Makoukou Célestine Ouezzin Coulibaly-Traoré, geborene Macoucou Traoré, bekannt als Célestine Ouezzin Coulibaly (* zwischen 1910 und 1914 in der Region Banfora, Obervolta, † nach 1961) war eine antikoloniale Widerstandskämpferin, Frauenrechtlerin und spätere Politikerin in Französisch-Westafrika. Sie war Mitgründerin der Frauenbewegung der Rassemblement Démocratique Africain in der Elfenbeinküste und in Obervolta.

## Leben
Célestine Ouezzin Coulibaly wurde zwischen 1910 und 1914 als Macoucou Traoré in der Region von Banfora im Südwesten des heutigen Burkina Faso geboren, früher bekannt als Obervolta. Nach ihrer Schulausbildung absolvierte sie eine Ausbildung zur Lehrerin. 1930 heiratete sie Daniel Ouezzin Coulibaly und nahm bei der Taufe 1931 den Namen Célestine an.
Sie engagierte sich stark in der anti-französischen Widerstandsbewegung Rassemblement Démocratique Africain in der Elfenbeinküste und Obervolta und gründete die Frauenbewegung der RDA. 1948 wurde sie zur Generalsekretärin der Frauenbewegung gewählt. In ihrer Rolle als Widerstandskämpferin führte sie am 24. Dezember 1949 einen Protestmarsch von 1500 Frauen an, die die Freilassung ihrer Männer einforderten, die zuvor von der französischen Kolonialmacht verhaftet worden waren. Zusammen mit Mitstreiterinnen wie Anne-Marie Rachi, Marguérite Sacoum, Odette Yacé und Marie Koré gilt Coulibaly als eine der Pionierinnen der ivorischen Unabhängigkeit.
Noch vor der Unabhängigkeit Obervoltas 1960, wurde sie am 24. Oktober 1958 zur Ministerin für soziale Angelegenheiten, Wohnen und Arbeit des westafrikanischen ernannt. Sie gilt damit als – vermutlich – erste weibliche Ministerin in der französischen Kolonie Westafrika. 1959 musste sie das Ressort wieder abgeben und wurde erste weibliche Abgeordnete des Parlaments von Obervolta. Am 30. April 1959 wurde sie zudem als Abgeordnete für den Senat gewählt, um dort Obervolta zu vertreten. Sie war im Ausschuss für Verkehr und Kommunikation vertreten und hatte das Mandat bis zum 16. März 1961 inne.
Über ihren Tod ist nichts bekannt.